# Kamaris
Kamaris – wieś w Armenii, w prowincji Kotajk. W 2011 roku liczyła 2075 mieszkańców.